# Rosa M. Badia
Rosa María Badia Sala (Mataró, 24 de enero de 1966) es una científica informática española especializada en computación paralela, supercomputación, procesamiento superescalar y procesamiento multinúcleo. En 2021 fuer galardonada con el premio HPDC Achievement Award de la Association for Computing Machine.

## Trayectoria
Se licenció en Informática en la Universidad Politécnica de Cataluña (UPC) en 1989. Posteriormente, se doctoró en Ciencias de la Computación en 1994 con la tesis titulada Sintesi d'alt nivell de circuits asincrons (Síntesis de alto nivel de circuitos asincronos) donde propone una metodología para diseñar circuitos electrónicos asincrónicos de manera automatizada. Su trabajo desarrolla modelos y algoritmos que permiten transformar una descripción del comportamiento del circuito en una estructura funcional sin necesidad de un reloj central, optimizando la planificación y asignación de recursos mediante técnicas avanzadas como grafos y simulated annealing. Entre 1989 y 1997, Badia trabajó en la UPC como profesora de arquitectura de computadores, y luego pasó a ser profesora asociada entre 1997 y 2008.
Desde 1999 y compaginándolo con su trabajo de profesora, comenzó a investigar en el Centro Europeo de Paralelismo de Barcelona (CEPBA), precursor del Barcelona Supercomputing Center-Centro Nacional de Supercomputación (BSC-CNS). Sus primeros trabajos se centraron en la automatización de diseño electrónico y en la computación paralela. En 2005, se convirtió en gerente del grupo de Flujos de Trabajo y Computación distribuida en el BSC-CNS donde posteriormente se integró el CEPBA. En 2008, Badia se incorporó como investigadora al Consejo Superior de Investigaciones Científicas (CSIC) y, desde 2011, trabaja en la Universidad Politécnica de Cataluña como profesora asociada a tiempo parcial.
En 2021, fue elegida consejera europea de la Association for Computing Machine (ACM) en la que posteriormente fue elegida presidenta de su Consejo Europeo. En 2023, fue nombrada miembro del Instituto de Estudios Catalanes (IEC), que integra a personas con perfiles de todos los ámbitos del saber, especialistas de alta cualificación.

## Reconocimientos
En 2019, Rosa M. Badia ganó el Premio al Logro Euro-Par, galardón anual de la Conferencia Europea sobre Procesamiento Paralelo otorgado a investigadores con contribuciones destacadas al tema. Ese mismo año, la Generalidad de Cataluña le entregó el premio DonaTIC en la categoría académica/investigadora, reconociendo los logros de las mujeres en STEM (ciencia, tecnología, ingeniería y matemática, por sus siglas en inglés) en Cataluña.
Posteriormente, en 2021 fuer galardonada con el premio HPDC Achievement Award en el Simposio de la Association for Computing Machine (ACM) sobre Computación Paralela y Distribuida de Alto Rendimiento "por sus innovaciones en modelos de programación basados en tareas paralelas, aplicaciones y sistemas de flujo de trabajo y liderazgo en la comunidad de investigación de computación de alto rendimiento". Es la primera primera investigadora que desarrolla su trabajo en Europa reconocida con este galardón.